# Wereldkampioenschap superbike van Donington 2011
Het wereldkampioenschap superbike van Donington 2011 was de tweede ronde van het wereldkampioenschap superbike en het wereldkampioenschap Supersport 2011. De races werden verreden op 27 maart 2011 op Donington Park in North West Leicestershire, Verenigd Koninkrijk.

## Superbike

### Race 1
| Pos | Nr  | Rijder           | Constructeur | Rondes | Tijd         | Grid | Punten |
| --- | --- | ---------------- | ------------ | ------ | ------------ | ---- | ------ |
| 1   | 33  | Marco Melandri   | Yamaha       | 23     | 34:33.189    | 9    | 25     |
| 2   | 96  | Jakub Smrž       | Ducati       | 23     | +2.455       | 4    | 20     |
| 3   | 7   | Carlos Checa     | Ducati       | 23     | +5.839       | 1    | 16     |
| 4   | 91  | Leon Haslam      | BMW          | 23     | +6.176       | 2    | 13     |
| 5   | 4   | Jonathan Rea     | Honda        | 23     | +9.039       | 8    | 11     |
| 6   | 41  | Noriyuki Haga    | Aprilia      | 23     | +9.215       | 5    | 10     |
| 7   | 1   | Max Biaggi       | Aprilia      | 23     | +9.960       | 6    | 9      |
| 8   | 2   | Leon Camier      | Aprilia      | 23     | +14.860      | 7    | 8      |
| 9   | 11  | Troy Corser      | BMW          | 23     | +14.877      | 10   | 7      |
| 10  | 17  | Joan Lascorz     | Kawasaki     | 23     | +16.182      | 12   | 6      |
| 11  | 50  | Sylvain Guintoli | Ducati       | 23     | +25.820      | 14   | 5      |
| 12  | 111 | Rubén Xaus       | Honda        | 23     | +28.378      | 16   | 4      |
| 13  | 86  | Ayrton Badovini  | BMW          | 23     | +31.869      | 17   | 3      |
| 14  | 44  | Roberto Rolfo    | Kawasaki     | 23     | +40.015      | 18   | 2      |
| 15  | 8   | Mark Aitchison   | Kawasaki     | 23     | +1:00.128    | 19   | 1      |
| DNF | 66  | Tom Sykes        | Kawasaki     | 17     | Ongeluk      | 3    |        |
| DNF | 84  | Michel Fabrizio  | Suzuki       | 14     | Uitgevallen  | 11   |        |
| DNF | 121 | Maxime Berger    | Ducati       | 5      | Ongeluk      | 15   |        |
| DNF | 58  | Eugene Laverty   | Yamaha       | 3      | Ongeluk      | 13   |        |
| DNS | 77  | Chris Vermeulen  | Kawasaki     | 0      | Niet gestart |      |        |

### Race 2
Max Biaggi werd gediskwalificeerd voor het negeren van een ride through penalty, die hij kreeg voor het maken van een valse start.
| Pos | Nr  | Rijder           | Constructeur | Rondes | Tijd              | Grid | Punten |
| --- | --- | ---------------- | ------------ | ------ | ----------------- | ---- | ------ |
| 1   | 7   | Carlos Checa     | Ducati       | 23     | 34:21.537         | 1    | 25     |
| 2   | 33  | Marco Melandri   | Yamaha       | 23     | +3.397            | 9    | 20     |
| 3   | 2   | Leon Camier      | Aprilia      | 23     | +5.902            | 7    | 16     |
| 4   | 91  | Leon Haslam      | BMW          | 23     | +13.842           | 2    | 13     |
| 5   | 17  | Joan Lascorz     | Kawasaki     | 23     | +14.253           | 12   | 11     |
| 6   | 4   | Jonathan Rea     | Honda        | 23     | +19.413           | 8    | 10     |
| 7   | 84  | Michel Fabrizio  | Suzuki       | 23     | +20.278           | 11   | 9      |
| 8   | 96  | Jakub Smrž       | Ducati       | 23     | +21.160           | 4    | 8      |
| 9   | 86  | Ayrton Badovini  | BMW          | 23     | +24.298           | 17   | 7      |
| 10  | 111 | Rubén Xaus       | Honda        | 23     | +24.907           | 16   | 6      |
| 11  | 50  | Sylvain Guintoli | Ducati       | 23     | +32.440           | 14   | 5      |
| 12  | 66  | Tom Sykes        | Kawasaki     | 23     | +32.679           | 3    | 4      |
| 13  | 11  | Troy Corser      | BMW          | 23     | +34.070           | 10   | 3      |
| 14  | 58  | Eugene Laverty   | Yamaha       | 23     | +36.418           | 13   | 2      |
| 15  | 44  | Roberto Rolfo    | Kawasaki     | 23     | +44.037           | 18   | 1      |
| 16  | 8   | Mark Aitchison   | Kawasaki     | 23     | +52.412           | 19   |        |
| 17  | 41  | Noriyuki Haga    | Aprilia      | 23     | +56.634           | 5    |        |
| DNF | 121 | Maxime Berger    | Ducati       | 1      | Ongeluk           | 15   |        |
| DSQ | 1   | Max Biaggi       | Aprilia      | 9      | Gediskwalificeerd | 6    |        |
| DNS | 77  | Chris Vermeulen  | Kawasaki     | 0      | Niet gestart      |      |        |

## Supersport
| Pos | Nr  | Rijder            | Constructeur | Rondes | Tijd                | Grid | Punten |
| --- | --- | ----------------- | ------------ | ------ | ------------------- | ---- | ------ |
| 1   | 9   | Luca Scassa       | Yamaha       | 22     | 33:40.762           | 1    | 25     |
| 2   | 7   | Chaz Davies       | Yamaha       | 22     | +0.270              | 2    | 20     |
| 3   | 4   | Gino Rea          | Honda        | 22     | +20.374             | 6    | 16     |
| 4   | 127 | Robbin Harms      | Honda        | 22     | +23.469             | 7    | 13     |
| 5   | 23  | Broc Parkes       | Kawasaki     | 22     | +24.872             | 4    | 11     |
| 6   | 44  | David Salom       | Kawasaki     | 22     | +32.001             | 5    | 10     |
| 7   | 55  | Massimo Roccoli   | Kawasaki     | 22     | +42.128             | 10   | 9      |
| 8   | 21  | Florian Marino    | Honda        | 22     | +43.826             | 9    | 8      |
| 9   | 31  | Vittorio Iannuzzo | Kawasaki     | 22     | +52.936             | 13   | 7      |
| 10  | 5   | Alexander Lundh   | Honda        | 22     | +55.956             | 14   | 6      |
| 11  | 117 | Miguel Praia      | Honda        | 22     | +1:00.717           | 19   | 5      |
| 12  | 22  | Roberto Tamburini | Yamaha       | 22     | +1:01.807           | 12   | 4      |
| 13  | 69  | Ondřej Ježek      | Honda        | 22     | +1:06.106           | 16   | 3      |
| 14  | 38  | Balázs Németh     | Honda        | 22     | +1:08.528           | 22   | 2      |
| 15  | 25  | Marko Jerman      | Triumph      | 22     | +1:32.599           | 26   | 1      |
| 16  | 10  | Imre Tóth         | Honda        | 21     | +1 ronde            | 25   |        |
| 17  | 19  | Mitchell Pirotta  | Honda        | 21     | +1 ronde            | 24   |        |
| DNF | 77  | James Ellison     | Honda        | 21     | Uitgevallen         | 8    |        |
| DNF | 28  | Paweł Szkopek     | Honda        | 18     | Ongeluk             | 18   |        |
| DNF | 14  | Jack Kennedy      | Yamaha       | 15     | Uitgevallen         | 20   |        |
| DNF | 8   | Bastien Chesaux   | Honda        | 14     | Uitgevallen         | 23   |        |
| DNF | 11  | Sam Lowes         | Honda        | 12     | Uitgevallen         | 3    |        |
| DNF | 87  | Luca Marconi      | Yamaha       | 9      | Uitgevallen         | 27   |        |
| DNF | 34  | Ronan Quarmby     | Triumph      | 7      | Uitgevallen         | 17   |        |
| DNF | 60  | Vladimir Ivanov   | Honda        | 3      | Uitgevallen         | 11   |        |
| DNF | 91  | Danilo Dell'Omo   | Triumph      | 0      | Uitgevallen         | 15   |        |
| DNS | 95  | Robert Mureșan    | Honda        | 0      | Niet gestart        | 21   |        |
| DNS | 99  | Fabien Foret      | Honda        | 0      | Niet gestart        |      |        |
| DNQ | 24  | Eduard Blokhin    | Yamaha       | 0      | Niet gekwalificeerd |      |        |
| DNQ | 73  | Oleg Pozdneev     | Yamaha       | 0      | Niet gekwalificeerd |      |        |

## Tussenstanden na wedstrijd

### Superbike
| Pos | Nr | Rijder         | Team    | Punten |
| --- | -- | -------------- | ------- | ------ |
| 1   | 7  | Carlos Checa   | Ducati  | 91     |
| 2   | 33 | Marco Melandri | Yamaha  | 72     |
| 3   | 91 | Leon Haslam    | BMW     | 53     |
| 4   | 1  | Max Biaggi     | Aprilia | 49     |
| 5   | 96 | Jakub Smrž     | Ducati  | 42     |

### Supersport
| Pos | Nr  | Rijder       | Team     | Punten |
| --- | --- | ------------ | -------- | ------ |
| 1   | 9   | Luca Scassa  | Yamaha   | 50     |
| 2   | 23  | Broc Parkes  | Kawasaki | 31     |
| 3   | 127 | Robbin Harms | Honda    | 24     |
| 4   | 44  | David Salom  | Kawasaki | 23     |
| 5   | 7   | Chaz Davies  | Yamaha   | 20     |

1988 · 1989 · 1990 · 1991 · 1992 · 1993 · 1994 (I) · 1994 (II) · 1995 · 1996 · 1997 · 1998 · 1999 · 2000 · 2001 · 2007 · 2008 · 2009 · 2011 · 2012 · 2013 · 2014 · 2015 · 2016 · 2017 · 2018 · 2019 · 2021 · 2022 · 2023 · 2024 · 2025